# Fjodor Stepanowitsch Rokotow

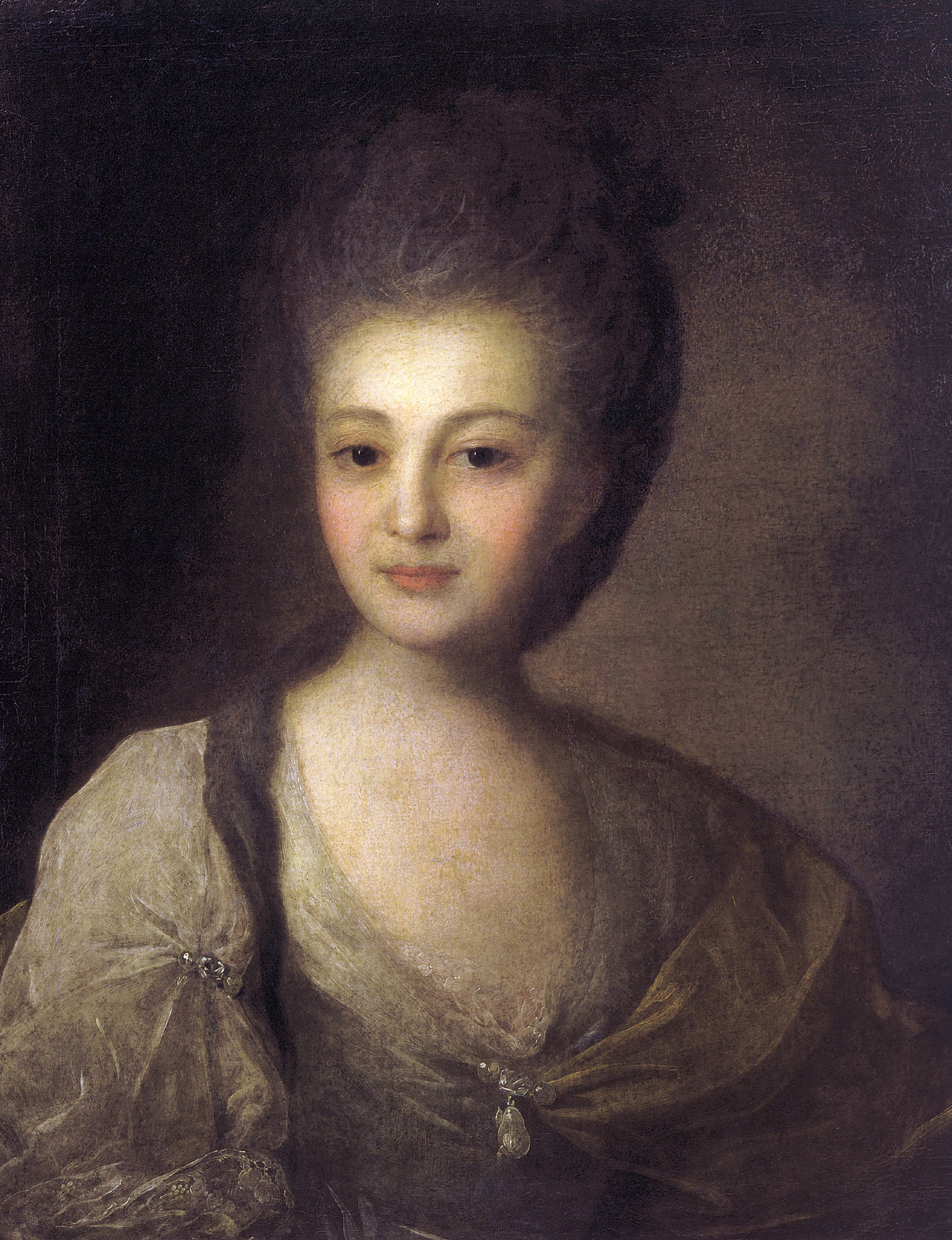
Porträt von Alexandra Strujskaja (1772)

Fjodor Stepanowitsch Rokotow (russisch Фёдор Степанович Рокотов, wiss. Transliteration Fëdor Stepanovič Rokotov; * um 1736 in Woronzowo (heute zu Moskau); † 12. Dezemberjul. / 24. Dezember 1808greg. in Moskau) war ein russischer Maler des Rokoko, der sich auf Porträtmalerei spezialisierte.

## Leben
Fjodor Rokotow wurde in eine Familie von Leibeigenen geboren, die dem Geschlecht der Repnins gehörte. Vieles in seiner Biografie bleibt unbekannt. Er studierte an der Russischen Kunstakademie in Sankt Petersburg und konnte sich in den späten 1750er Jahren aus der Leibeigenschaft freikaufen. Danach wurde er ein gefragter Porträtmaler, der Aufträge aus den höchsten Kreisen der russischen Gesellschaft erhielt. Im Jahr 1765 wurde er zum Akademiemitglied gewählt, arbeitete jedoch nicht lang als Professor in der Akademie, da dies mit seiner Malerei kollidierte. Im gleichen Jahr zog er nach Moskau, wo er bis zu seinem Lebensende blieb. Dort hatte er eine Vielzahl von Aufträgen und stieg zu besten Porträtmalern seiner Zeit auf.
Zu seinen bekanntesten Porträts zählen das Porträt von Alexandra Strujskaja (1772), die manchmal auch die russische Mona Lisa genannt wird und anerkanntermaßen zum berühmtesten Kunstwerk der russischen Malerei des 18. Jahrhunderts gehört. Ferner malte Rokotow das Porträt der Gräfin Elisabeth Santi (1785) und das Fräulein im Rosa Kleid (1770er). Rokotow mied formale Aufträge mit vielen Auszeichnungen und Verzierungen. Stattdessen war er einer der ersten russischen Maler, der das psychologische Porträt entwickelte, mit viel Aufmerksamkeit für optische und atmosphärische Effekte.

## Galerie

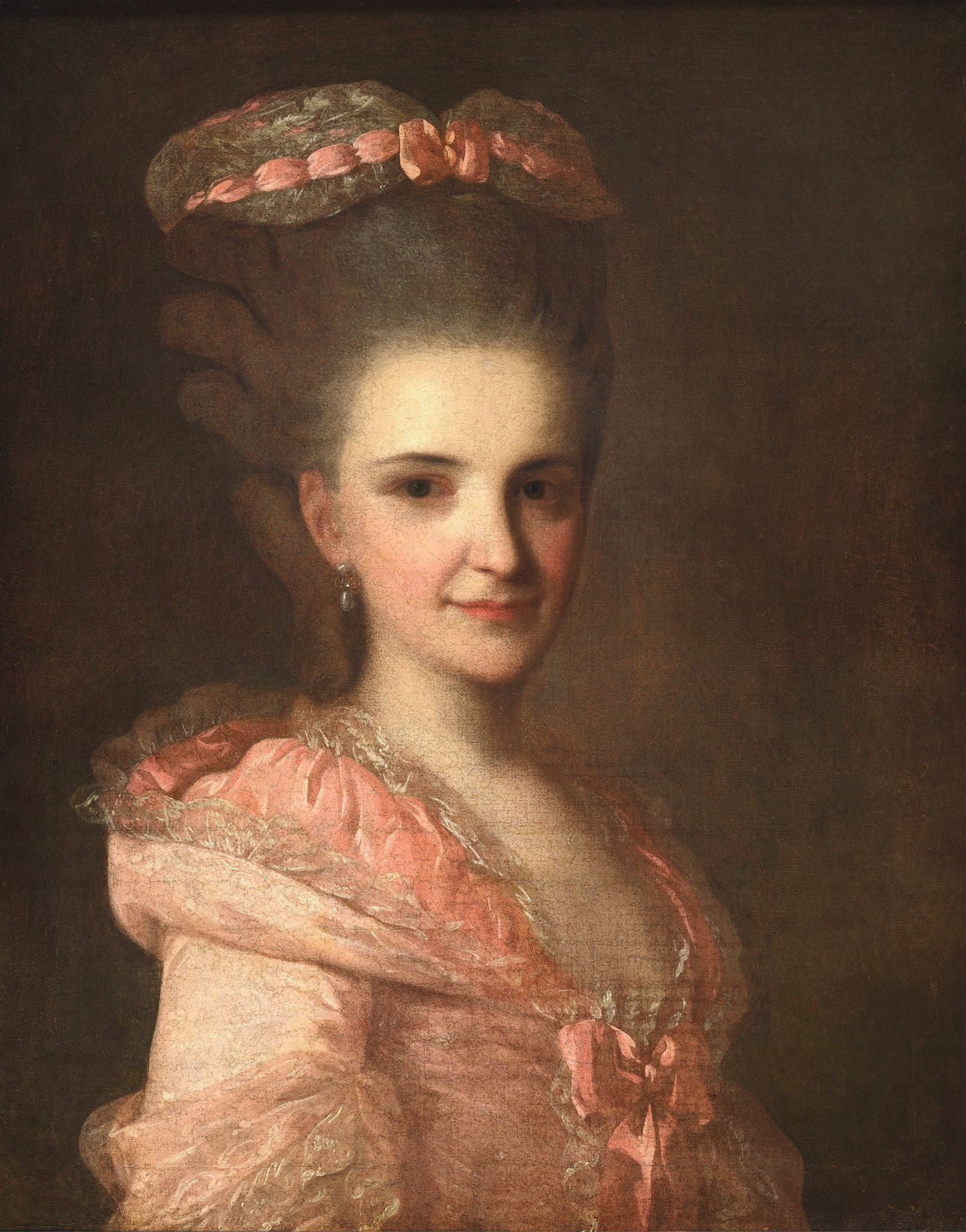
Fräulein im Rosa Kleid
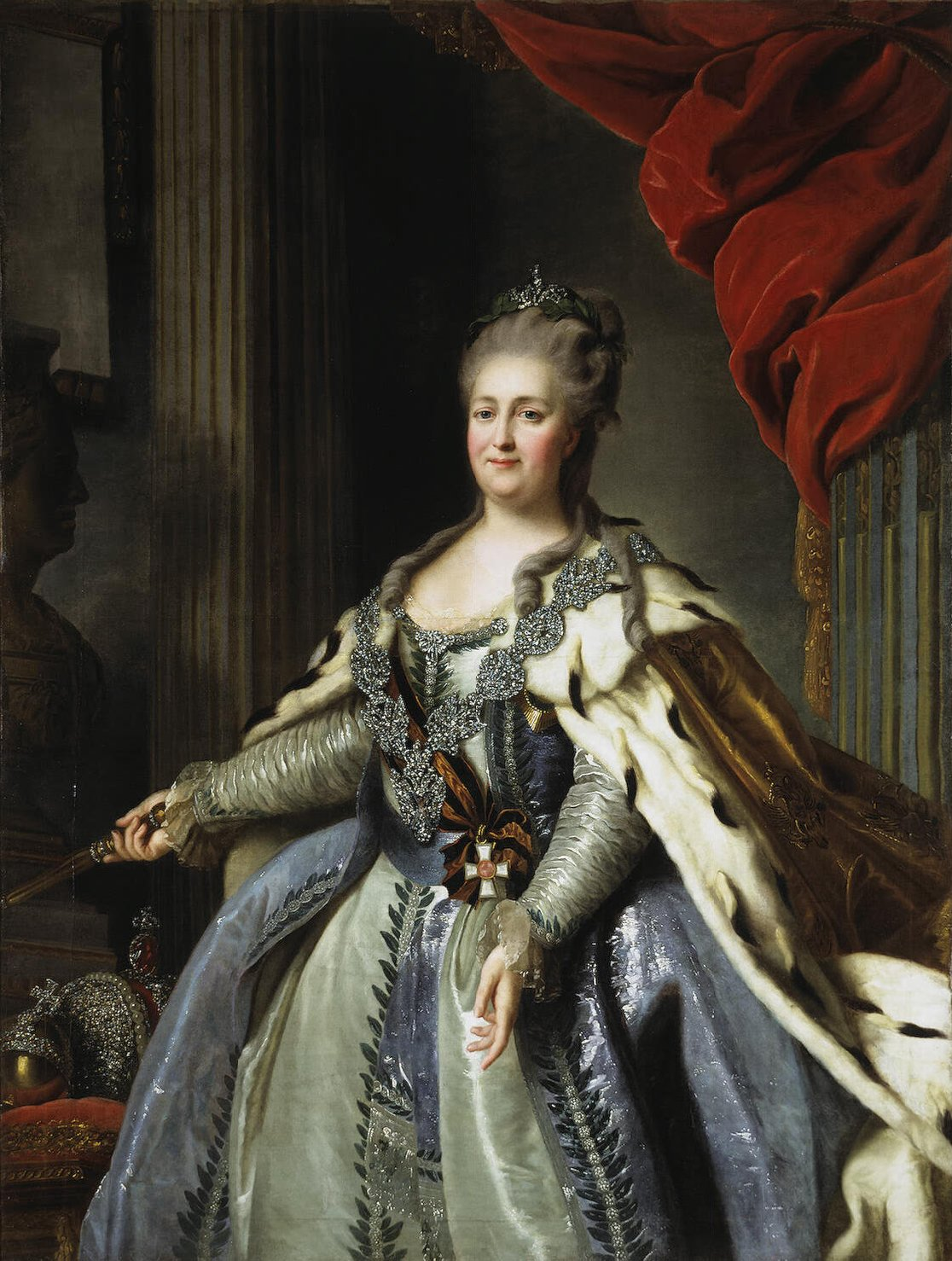
Katharina die Große
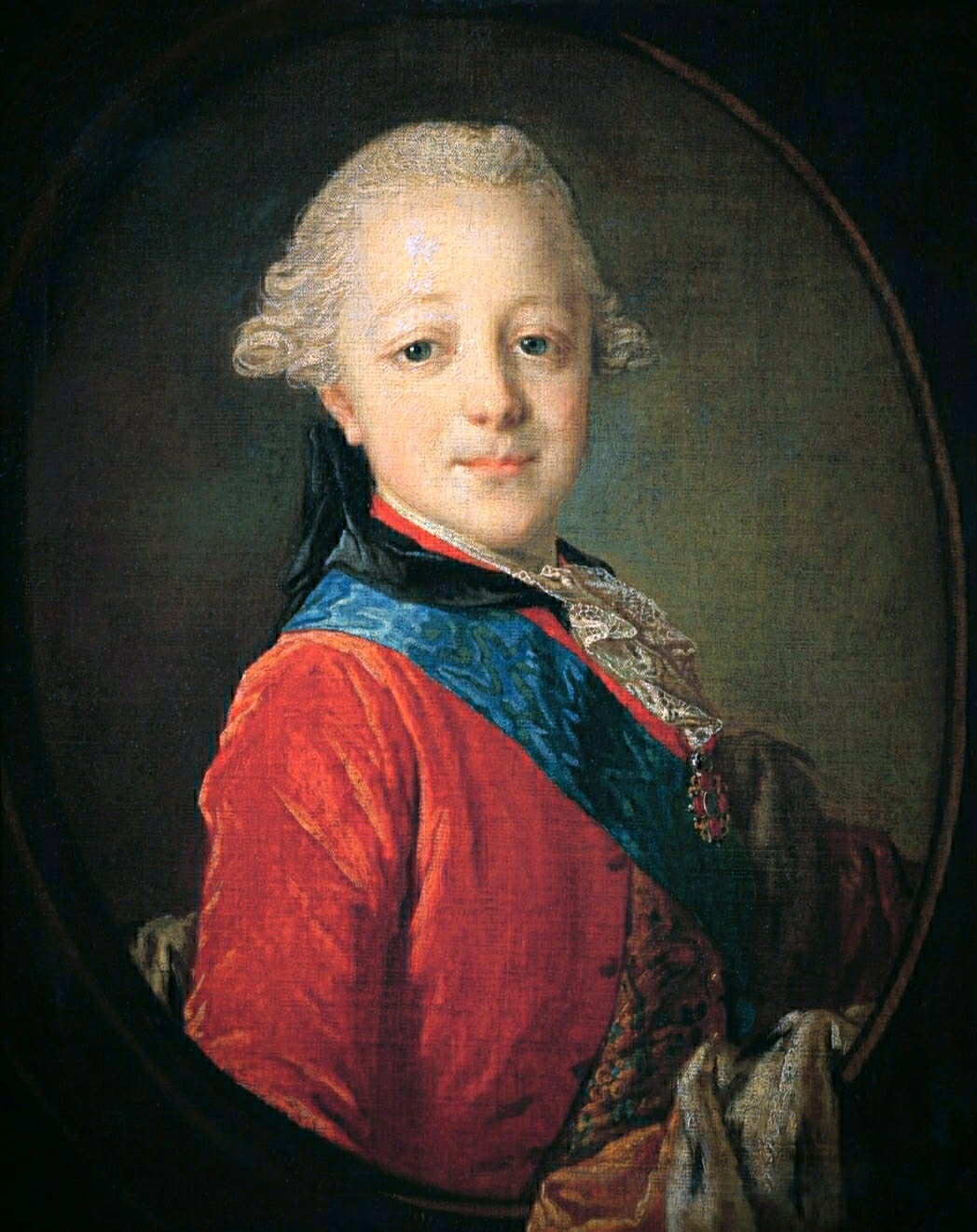
Zar Paul
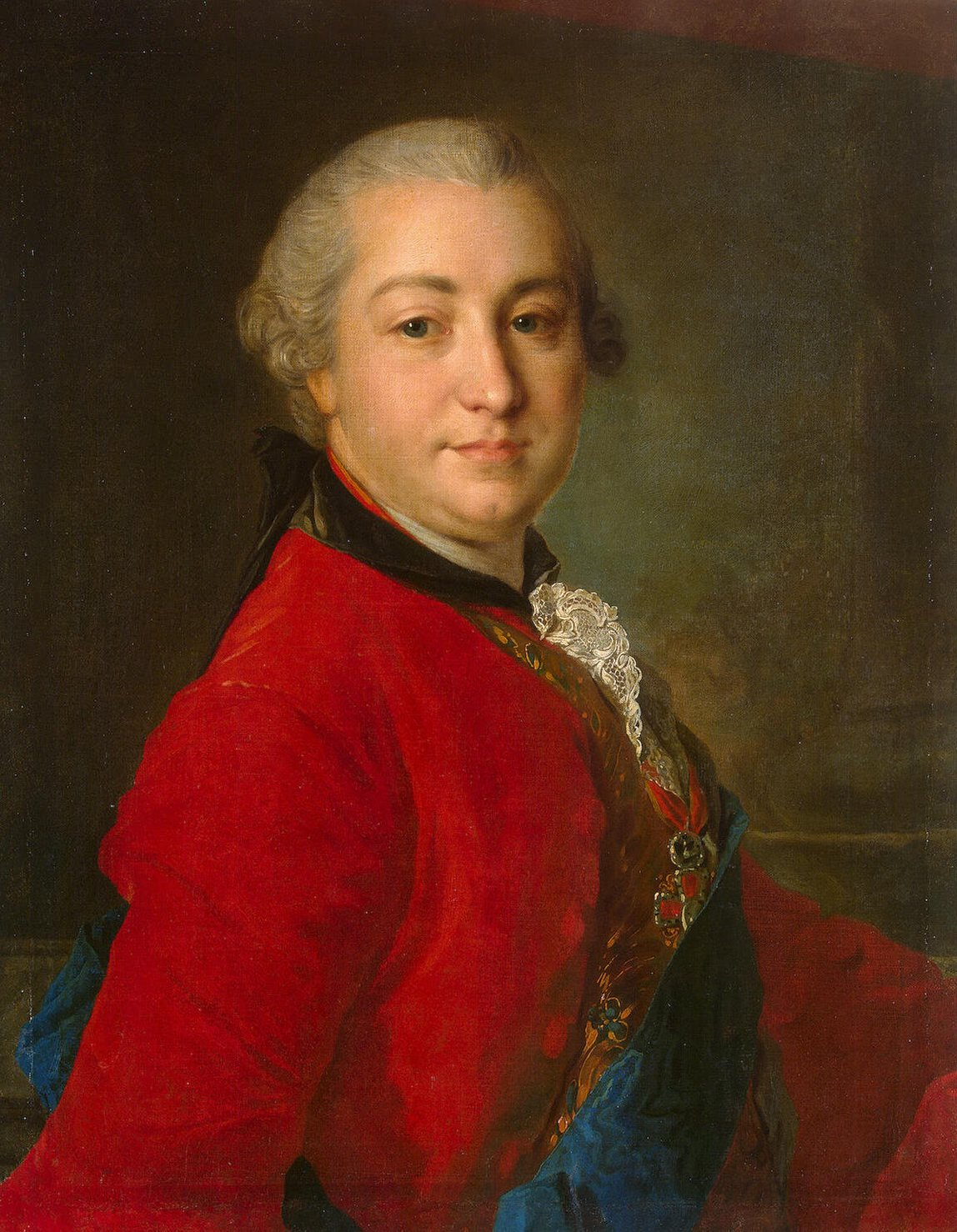
Iwan Schuwalow
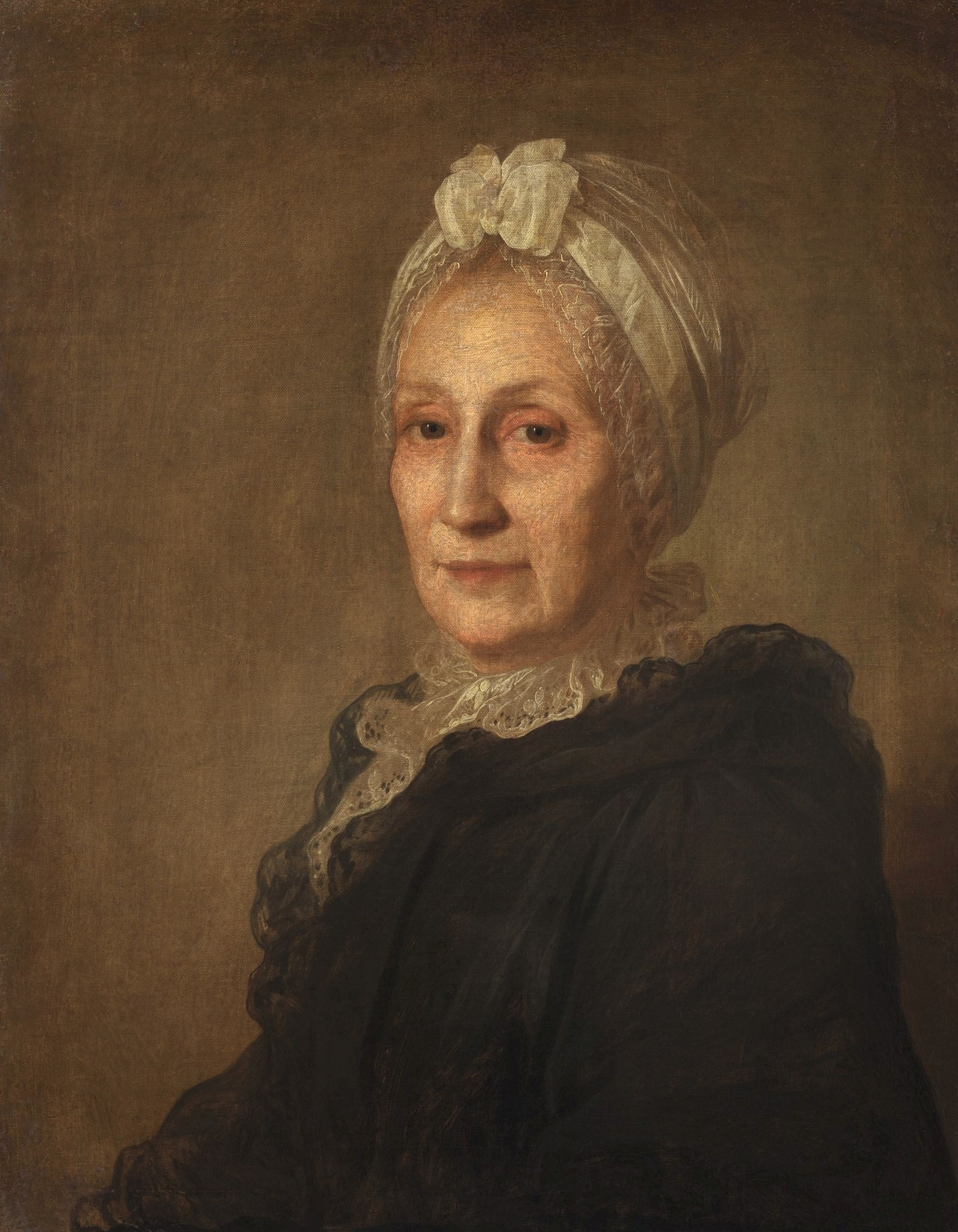
Gräfin Kwaschnina-Samarina
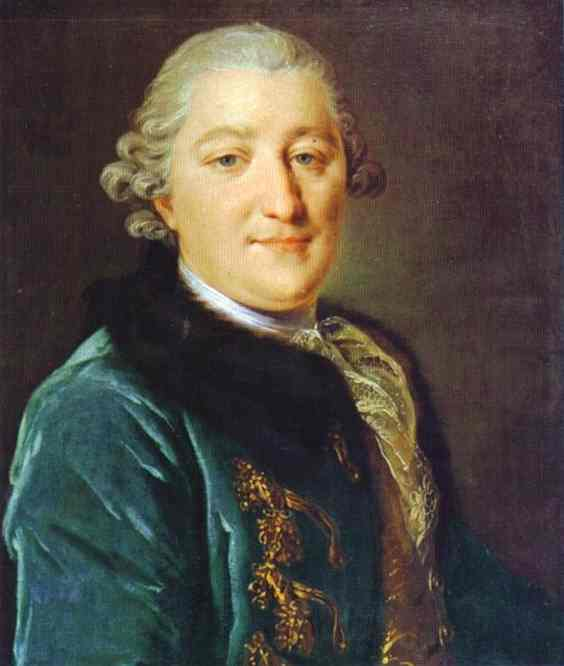
Iwan Orlow
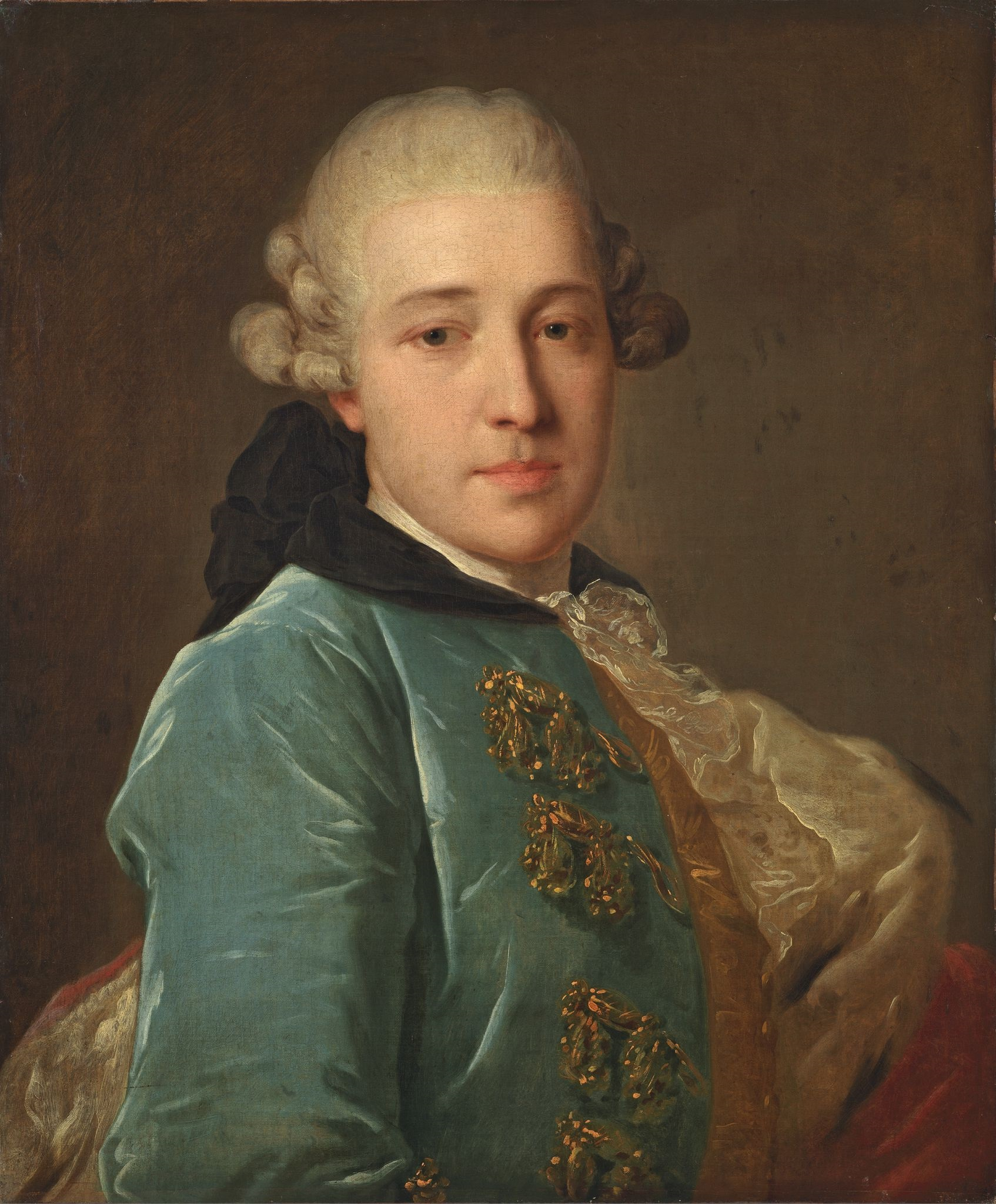
Dmitri Golizyn
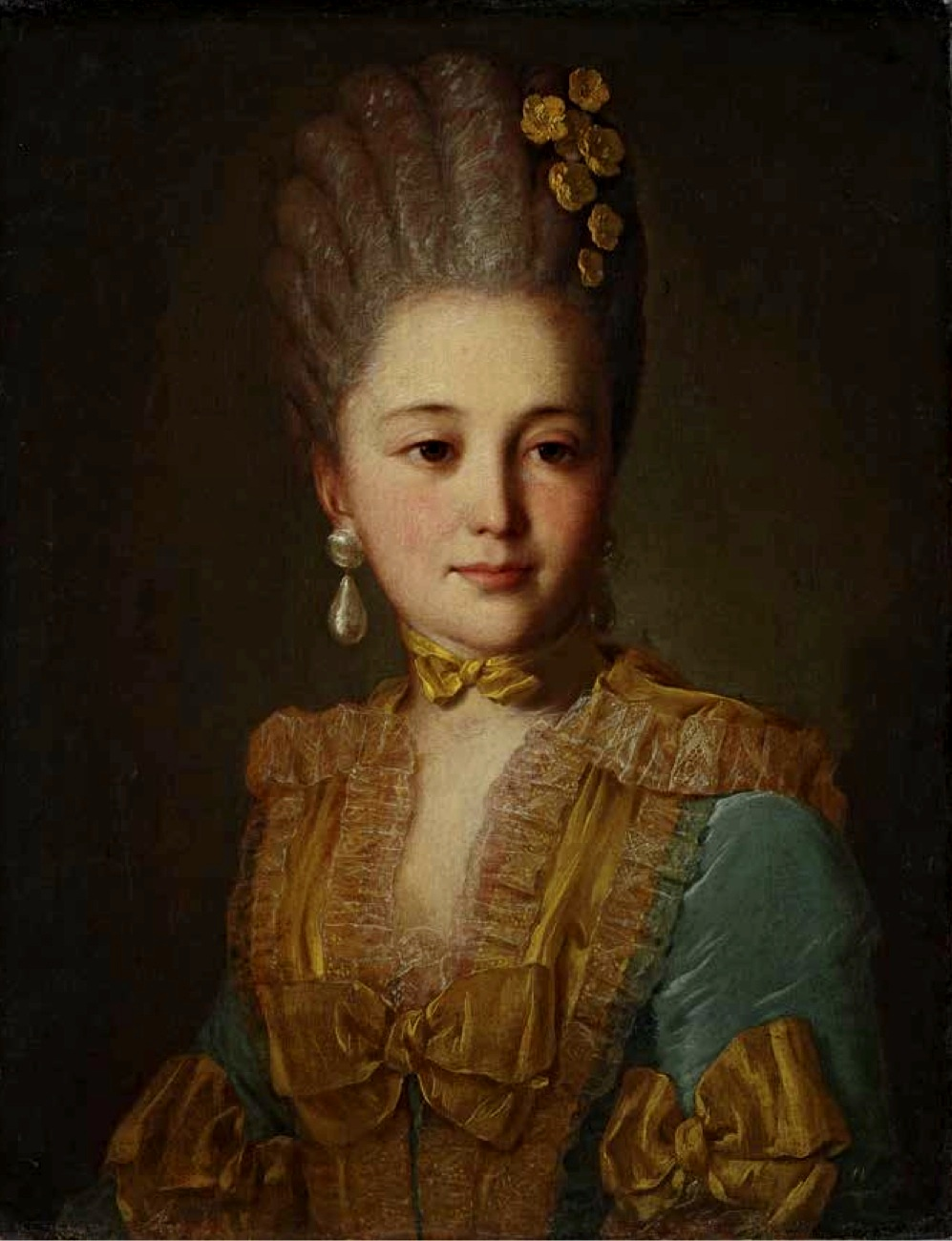
Porträt einer unbekannten Frau